# Ippolito Maurizio Maria Durazzo
Ippolito Maurizio Maria Durazzo ( 22 de noviembre de 1752, Génova - 10 de junio de 1818, ibíd) fue un botánico italiano.
Era hijo de Marcello II Durazzo (1703-1787) y hermano de Giacomo Filippo III Durazzo (1719-1812). Y corresponsal de la Sociedad linneana de Londres, participa en la modernización de las técnicas agrícolas en Liguria. Fundó el Jardín botánico de Génova.

## Algunas publicaciones

### Libros
- 1804. Il Giardino botanico dello Zerbino, ossia Catalogo delle piante ivi coltivate. Ed. stamp. Scionico e de Grossi. 28 pp.

- La abreviatura «Durazzo» se emplea para indicar a Ippolito Maurizio Maria Durazzo como autoridad en la descripción y clasificación científica de los vegetales.[1]